# FOCAL
Le FOCAL (acronyme de Formulating On-Line Calculations in Algebraic Language) est un langage de programmation interprété ressemblant au JOSS, en grande partie créé par Richard Merrill en 1969 pour le Digital Equipment Corporation (DEC) PDP-8